# Le Gendarme de Bethléem
Le Gendarme de Bethléem est une pièce radiophonique française créée sur la station privée Europe no 1, le 24 décembre 1965. Écrite et dialoguée par Claude Dufresne et réalisée par Francis Morane, cette fiction met notamment en scène Louis de Funès, Michel Galabru, Pierre Tornade et Élisabeth Wiener.
Au tout début de notre ère, en Palestine, l'histoire du gendarme de Saint-Tropez est transposée lors d'événement politiques et mystérieux, dont le héros maréchal des logis-chef Asmaël est censé traiter en personne. Le récit s'inspire librement de la Nativité.

## L'histoire

Comédiens principaux
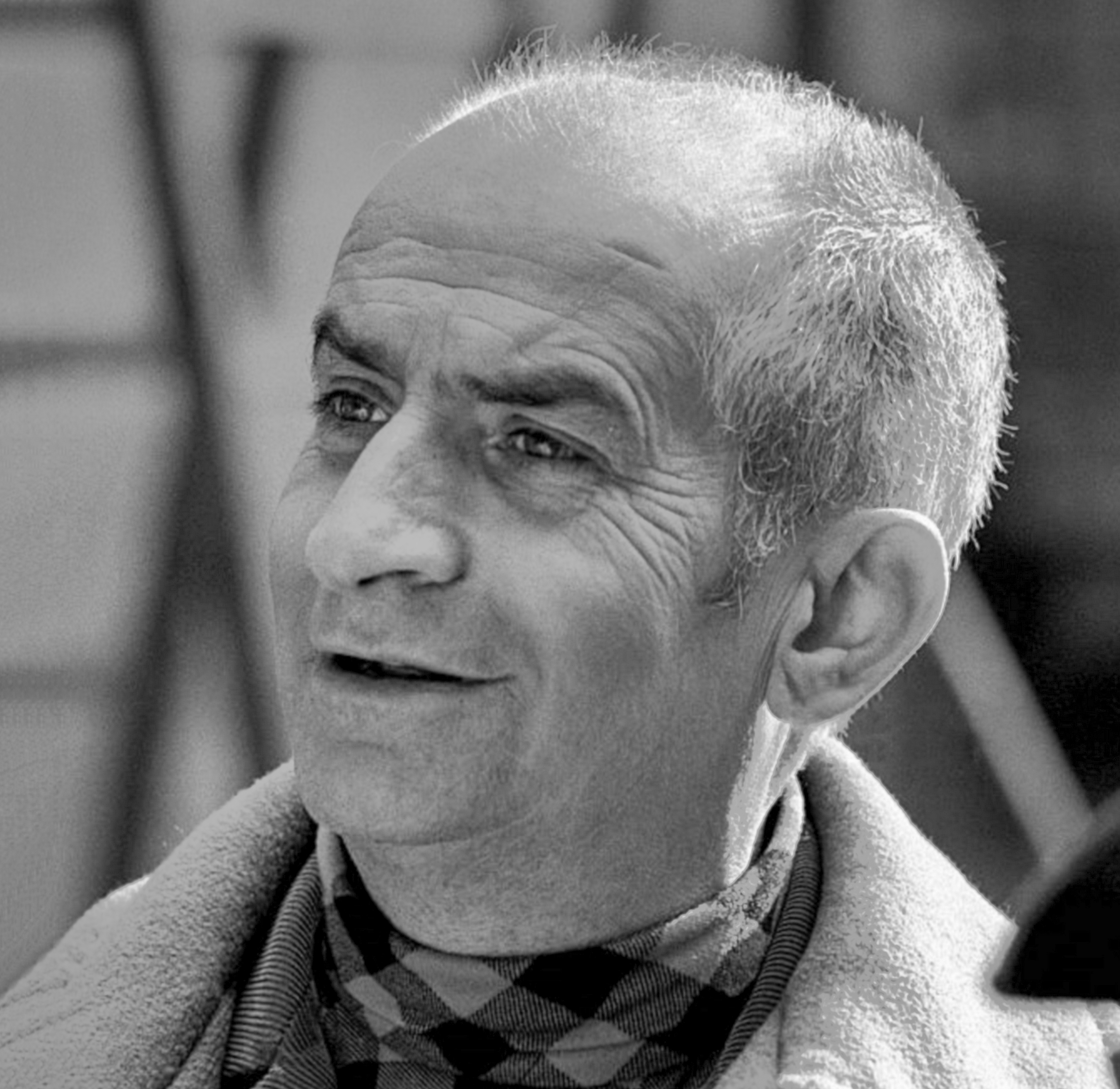
Louis de Funès
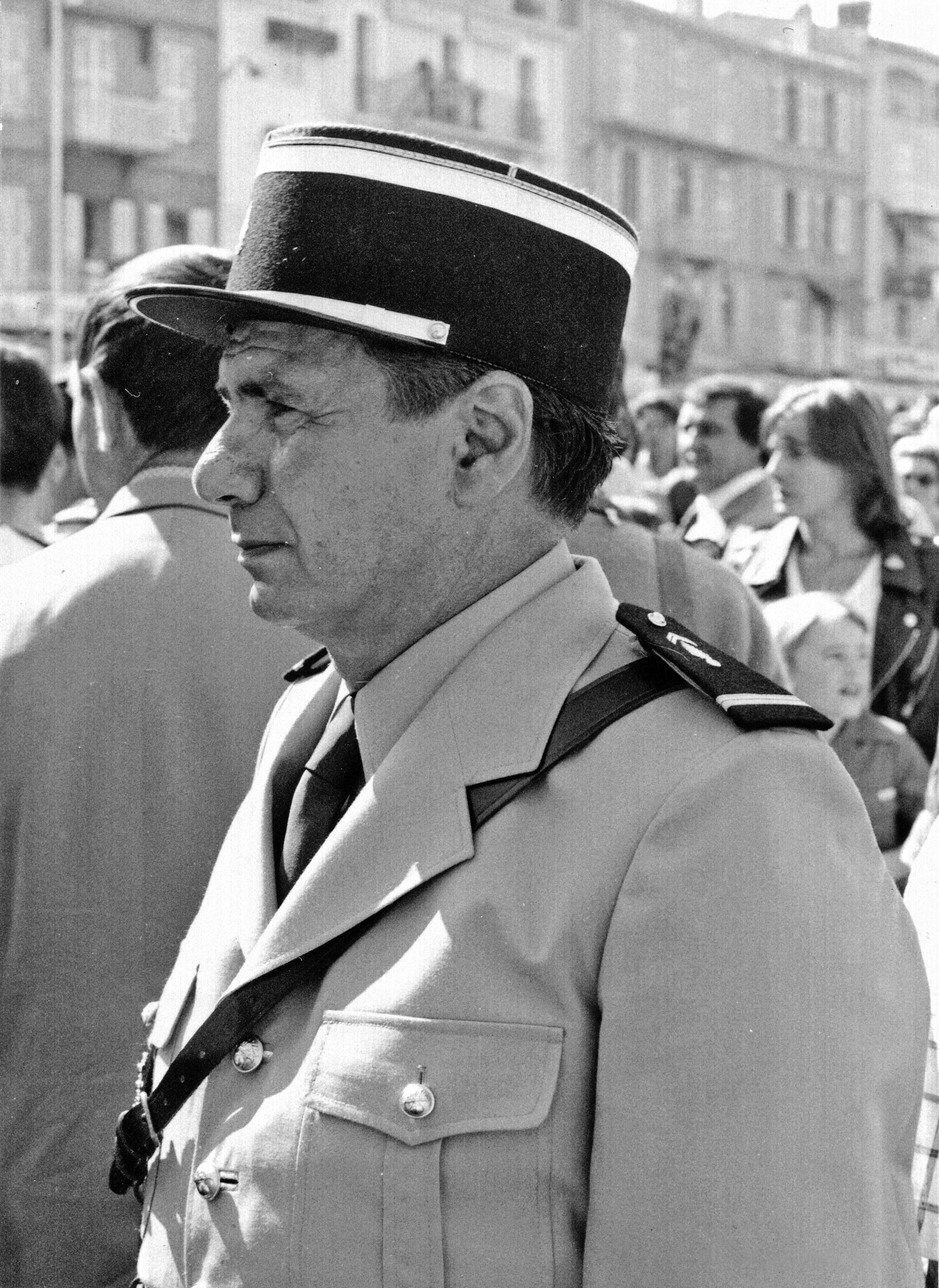
Michel Galabru
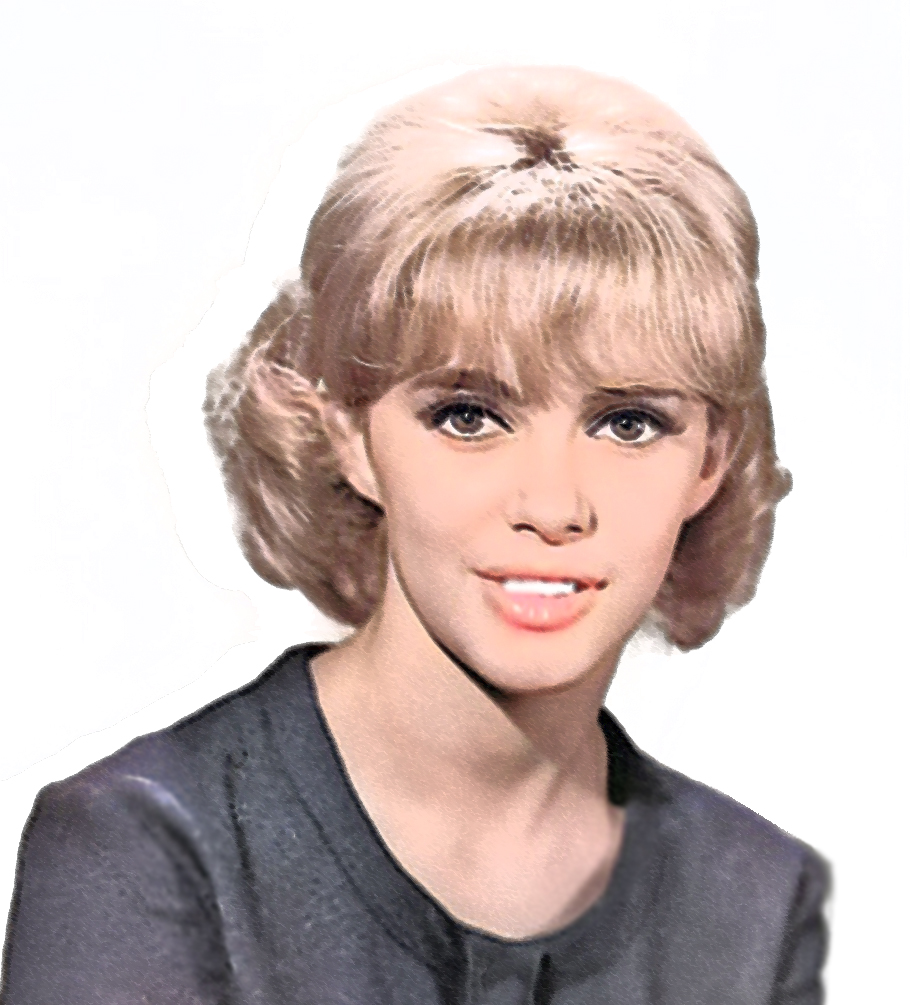
Élisabeth Wiener
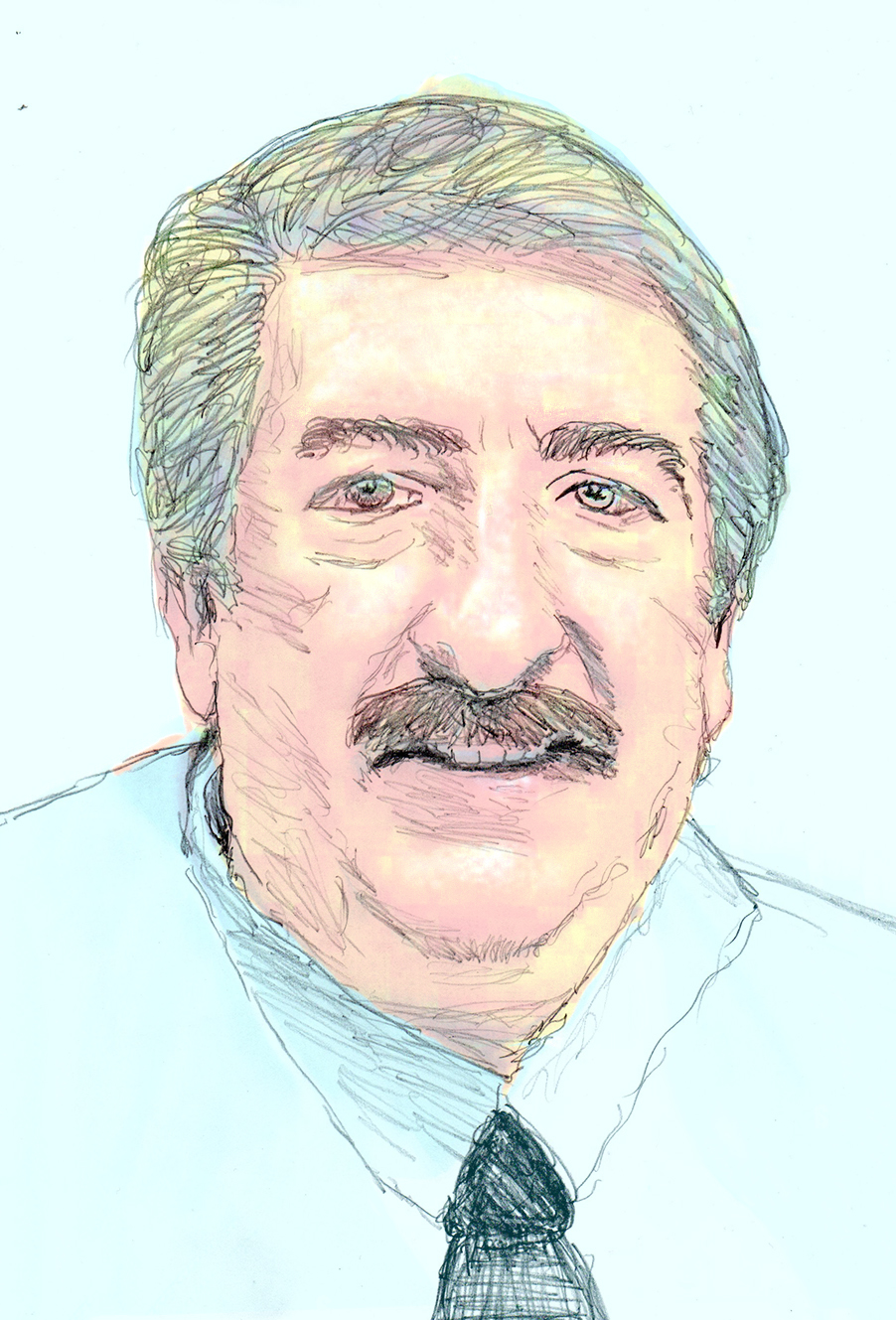
Pierre Tornade

Dans la gendarmerie de Bethléem, le 24 décembre de l'année zéro, le maréchal des logis-chef chef dénommé Asmaël (Louis de Funès) est chargé de superviser le maintien de l'ordre. Provenant de partout, des personnes arrivent dans la ville et d'étranges phénomènes surviennent, comme cette étoile brillante, apparue en plein ciel, observée par son subalterne Arnachime (Pierre Tornade). Son épouse (Jacqueline Morane), a invité son supérieur, l'adjudant Zacharie (Michel Galabru) et sa femme à un dîner ce soir chez eux, ce qu'Asmaël redoute quelque peu. 
Depuis une semaine, le nombre d'étrangers qui résident à Bethléem devient préoccupant car de moins en moins d'habitations peuvent les recevoir. Les gendarmes doivent procéder à leur recensement précis. Voisine du local de la gendarmerie, madame Sarah, propriétaire généreuse, loge sa jeune nièce Leïla (Élisabeth Wiener), laquelle s'inquiète aussi de cette agitation.
Le gendarme Arnachime déclare à son chef Asmaël, qu'un couple dont la femme est près d'accoucher, n'ont trouvé aucun refuge pour se loger cette nuit d'hiver. Joseph, le mari, est charpentier à Nazareth et son épouse descendrait du roi David. Dans un premier temps, le maréchal des logis chef Asmaël envoie ses subalternes régler le problème alors que des mages venus de pays lointains viennent visiter la ville, en poursuivant l'étoile.
L'adjudant Zacharie vient d'apprendre que le roi Hérode recherche un couple dont l'enfant doit bientôt naître. Asmaël est officiellement chargé d'établir la liste de tous les couples attendant un enfant et partir sans délai, la remettre lui-même au monarque. Sentant que l'affaire est dangereuse, il préfère mentir pour protéger Marie et Joseph : il renouvelle son mensonge devant Hérode. Le roi a conçu un subterfuge visant à supprimer tout garçon nouveau-né, sur conseil de ses oracles.
À son retour, Asmaël constate une affluence devant la gendarmerie et rencontre les trois rois-mages. Le gendarme prend conscience de l'importance de la naissance de l'enfant et tente de le protéger. Il mandate Arnachime de solliciter la généreuse voisine madame Sarah. Sa nièce Leila est emmenée au poste de gendarmerie mais vite délivrée par Asmaël. Il lui demande de retrouver le couple et de les conduire à une grotte faisant office d'étable pour passer la nuit à l'abri. Un troupeau de brebis déboule dans la gendarmerie dont les bergers ne tardent pas à être interpellés et ils se dirigent comme par magie, vers l'étable.
Alors qu'il décide de se rendre sur place malgré le repas préparé par son épouse, son adjudant et lui sont confrontés à un barrage établi par des soldats romains. Ils ont été mandatés par le gouverneur pour verrouiller le territoire. Asmaël parvient pourtant à les convaincre de quitter leur camp. La foule afflue vers l'étable où un bœuf et un âne entourent une famille et les visiteurs… Il est minuit et l'enfant naît.

## Distribution
- Louis de Funès : Asmaël, maréchal des logis chef
- Michel Galabru : Zacharie, l'adjudant de gendarmerie
- Jacqueline Morane : l'épouse d'Asmaël
- Élisabeth Wiener : la jeune Leïla
- Pierre Tornade : le gendarme Arnachime

## Production
La pièce transpose l'univers du Gendarme de Saint-Tropez au temps de la Nativité,. La pièce radio prolonge deux films à grand succès : Le Gendarme de Saint-Tropez (1964) et sa suite Le Gendarme à New York récemment sortie. ,. Louis de Funès et Michel Galabru tiennent des rôles similaires à ceux des films,.
Le scénario de ce conte de Noël comique est de Claude Dufresne. L'émission est réalisée par Francis Morane, metteur-en-scène qui va se consacrer également la réalisation au cinéma et à la télévision.

## Diffusion et postérité
La dramatique radio est diffusée sur Europe no 1 le 24 décembre 1965, trois mois après que Le Gendarme à New York soit sorti dans les salles,. Un article de Télé Actualités Magazine l'évoque début janvier 1966,.

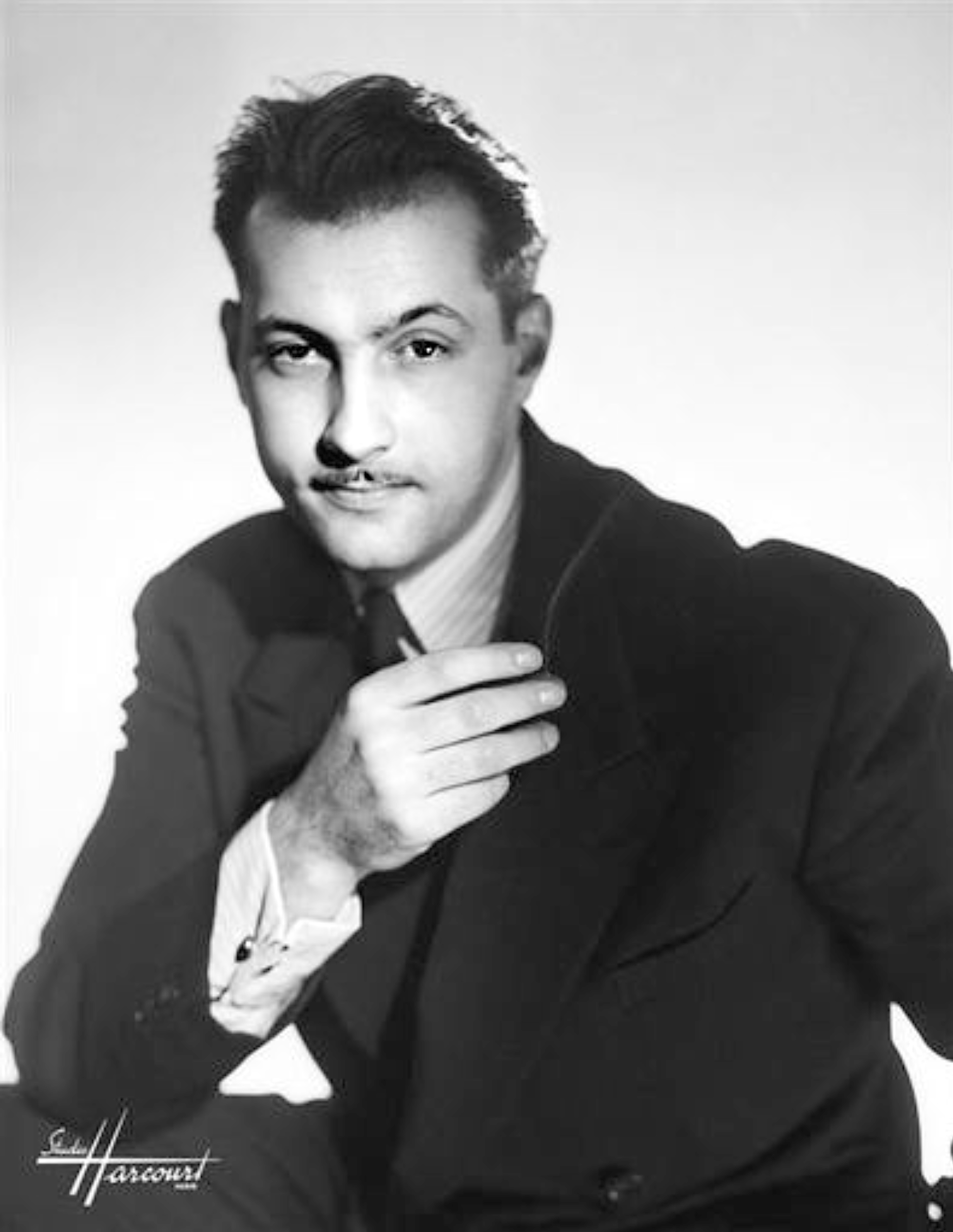
Michel Serrault (ici en 1953) est la vedette du téléfilm adapté de la pièce, diffusé à Noël 1967.

Louis de Funès déclare à plusieurs reprises qu'il aimerait adapter l'histoire au cinéma,. Une adaptation à la télévision du scénario de Claude Dufresne est finalement produite avec Michel Serrault comme principal acteur : Cette nuit-là à Bethléem, téléfilm réalisé par André Fey, diffusé sur la deuxième chaîne de l'ORTF le 24 décembre 1967,. Pour cette adaptation télévisée, les autres rôles sont tenus par Pierre Tornade (Yaveh), Roger Carel (Sémiramis), Danièle Rocca (madame Asmaël), Denise Bosc (Élisabeth), Évelyn Séléna (Rachel), Claude Bertrand (Hérode), Michel Nastorg  (Varus), Bernard Marcay (Baltazar), Max Amyl (Melchior), Jean-Pierre Elga (Gaspard), Michael Maazel (le berger), Jean Sylvain (un marchand) et Pierre Duncan, François Avazeri , Bill Stone, Pascal Aron et André Cassan (les gardes),. Le téléfilm est visible sur la plateforme Madelen de l'INA.
Le Gendarme de Bethléem, bien que connu des amateurs de Louis de Funès, demeure longtemps inaccessible, n'étant pas édité après sa diffusion en 1965,,. En 2014, le documentariste et archiviste Jérôme Wybon parvient à retrouver l'enregistrement dans les fonds d'Europe 1 et le confie à la dernière minute à SND-M6 pour l'intégrer à un coffret vidéo des films du Gendarme de Saint-Tropez avant sa fabrication et son édition. L'émission figure ainsi en bonus dans le coffret Blu-ray / DVD de luxe Les Gendarmes de Saint-Tropez, la saga, 50e anniversaire, paru à l'occasion des cinquante ans du premier film.

## Analyse
Louis de Funès est catholique pratiquant et fait preuve d'une « foi profonde », ce qui ne l'empêche pas dans cette pièce, d'interpréter avec humour et facétie, une représentation assez profane de la Nativité.
Pour lutter contre les encombrements provoqués par cette affluence, Asmaël invente le principe du stationnement limité et payant. Cette courte séquence fait référence à la série des films au cinéma.

### Documentaire
- 2014 : Jérôme Wybon, Louis de Funès et les gendarmes, Paris PremièreIntervenants : Bertrand Dicale (biographe), Sylvain Raggianti (biographe), Richard Balducci, Michel Galabru, Nicaise Jean-Louis, Rémy Julienne, Patrice Laffont, Maurice RischInterview d'archives : Louis de Funès, Michel Modo, Raymond Lefebvre